# El Bailadero
El Bailadero é uma entidade populacional no maciço de Anaga pertencente administrativamente ao distrito de Anaga do município de Santa Cruz de Tenerife, na ilha de Tenerife, Ilhas Canárias, Espanha.

## Toponímia
A origem do nome "Baladero" tem duas possibilidades: a primeira é derivado do "baladero", termo que faz alusão ao ritual de propiciação da chuva que era realizadas pelos Guanches, e que consistia em fazer o gado sangrar para atrair a atenção das divindades. A outra hipótese propõe que seja porque este era o lugar onde as bruxas se reuniam para fazer conventículos e dançar em torno de uma fogueira.

## Demografia
| Variação demográfica de El Bailadero entre 2000 e 2020 | Variação demográfica de El Bailadero entre 2000 e 2020 | Variação demográfica de El Bailadero entre 2000 e 2020 | Variação demográfica de El Bailadero entre 2000 e 2020 | Variação demográfica de El Bailadero entre 2000 e 2020 | Variação demográfica de El Bailadero entre 2000 e 2020 | Variação demográfica de El Bailadero entre 2000 e 2020 | Variação demográfica de El Bailadero entre 2000 e 2020 | Variação demográfica de El Bailadero entre 2000 e 2020 | Variação demográfica de El Bailadero entre 2000 e 2020 | Variação demográfica de El Bailadero entre 2000 e 2020 | Variação demográfica de El Bailadero entre 2000 e 2020 | Variação demográfica de El Bailadero entre 2000 e 2020 | Variação demográfica de El Bailadero entre 2000 e 2020 | Variação demográfica de El Bailadero entre 2000 e 2020 | Variação demográfica de El Bailadero entre 2000 e 2020 | Variação demográfica de El Bailadero entre 2000 e 2020 | Variação demográfica de El Bailadero entre 2000 e 2020 | Variação demográfica de El Bailadero entre 2000 e 2020 | Variação demográfica de El Bailadero entre 2000 e 2020 |
| ------------------------------------------------------ | ------------------------------------------------------ | ------------------------------------------------------ | ------------------------------------------------------ | ------------------------------------------------------ | ------------------------------------------------------ | ------------------------------------------------------ | ------------------------------------------------------ | ------------------------------------------------------ | ------------------------------------------------------ | ------------------------------------------------------ | ------------------------------------------------------ | ------------------------------------------------------ | ------------------------------------------------------ | ------------------------------------------------------ | ------------------------------------------------------ | ------------------------------------------------------ | ------------------------------------------------------ | ------------------------------------------------------ | ------------------------------------------------------ |
| 2000                                                   | 2001                                                   | 2002                                                   | 2003                                                   | 2004                                                   | 2005                                                   | 2006                                                   | 2007                                                   | 2008                                                   | 2009                                                   | 2010                                                   | 2011                                                   | 2012                                                   | 2013                                                   | 2014                                                   | 2015                                                   | 2016                                                   | 2017                                                   | 2018                                                   | 2019                                                   |
| 0                                                      | 0                                                      | 0                                                      | 0                                                      | 14                                                     | 14                                                     | 15                                                     | 15                                                     | 15                                                     | 9                                                      | 8                                                      | 8                                                      | 7                                                      | 6                                                      | 7                                                      | 9                                                      | 5                                                      | 4                                                      | 4                                                      | 4                                                      |